# Rhinoncus
Rhinoncus är ett släkte av skalbaggar som beskrevs av Carl Johan Schönherr 1826. Rhinoncus ingår i familjen vivlar.

## Bildgalleri

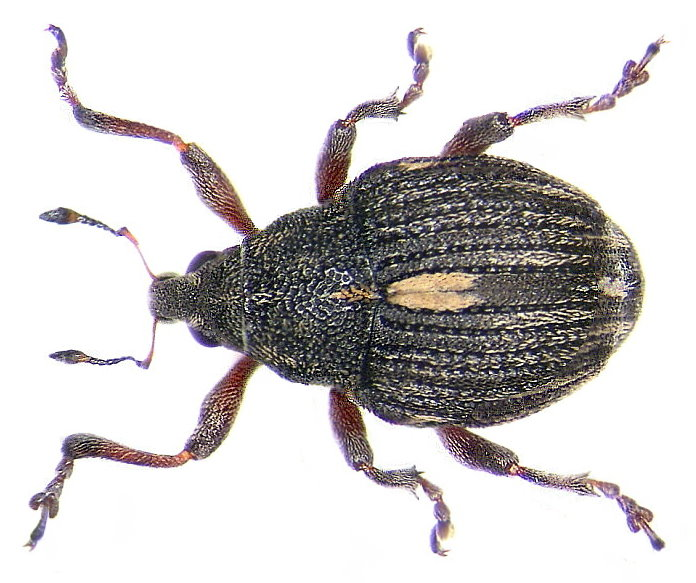
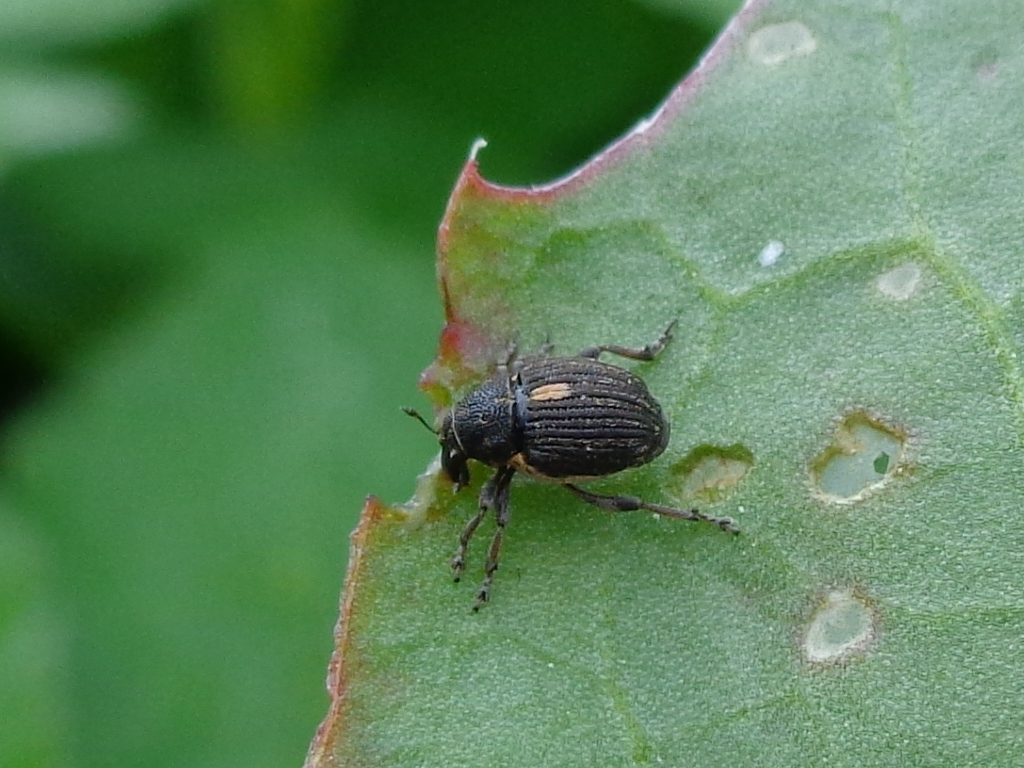

## Dottertaxa tillRhinoncus, i alfabetisk ordning[1][2]
- Rhinoncus accipitrinus
- Rhinoncus albicinctus
- Rhinoncus asperulatus
- Rhinoncus bosnicus
- Rhinoncus bruchoides
- Rhinoncus buyssoni
- Rhinoncus canaliculatus
- Rhinoncus castaneus
- Rhinoncus castor
- Rhinoncus chinensis
- Rhinoncus conjectus
- Rhinoncus crassus
- Rhinoncus cribricollis
- Rhinoncus denticollis
- Rhinoncus deplanatus
- Rhinoncus erythrocneme
- Rhinoncus flavipes
- Rhinoncus fruticulosus
- Rhinoncus gramineus
- Rhinoncus granulipennis
- Rhinoncus grypus
- Rhinoncus guttalis
- Rhinoncus hovanus
- Rhinoncus inconspectus
- Rhinoncus interstitialis
- Rhinoncus jakovlevi
- Rhinoncus leucostigma
- Rhinoncus longulus
- Rhinoncus luteola
- Rhinoncus luzonicus
- Rhinoncus lysholmi
- Rhinoncus mongolicus
- Rhinoncus montanus
- Rhinoncus nigriventris
- Rhinoncus notula
- Rhinoncus oblongus
- Rhinoncus occidentalis
- Rhinoncus paganus
- Rhinoncus pericarpius
- Rhinoncus perpendicularis
- Rhinoncus picipennis
- Rhinoncus pyrrhopus
- Rhinoncus quadricornis
- Rhinoncus quadrinodosus
- Rhinoncus quadrituberculatus
- Rhinoncus rubricus
- Rhinoncus rufescens
- Rhinoncus rufipes
- Rhinoncus rufofemoratus
- Rhinoncus sanguinipes
- Rhinoncus scabratus
- Rhinoncus seniculus
- Rhinoncus sibiricus
- Rhinoncus sparsesetosus
- Rhinoncus spartii
- Rhinoncus spurius
- Rhinoncus stigma
- Rhinoncus subfasciatus
- Rhinoncus sulcicollis
- Rhinoncus sulcipennis
- Rhinoncus suturalis
- Rhinoncus tibialis